# 唐津市立馬渡小中学校
唐津市立馬渡小中学校（からつしりつ まだらしょうちゅうがっこう）は、佐賀県唐津市鎮西町馬渡島にある公立の小・中併設校。

## 概要
歴史
小学校は1875年（明治8年）、中学校は学制改革の行われた1947年（昭和22年）に創立。2015年（平成27年）には小学校創立140周年（中学校創立68周年）を迎えた。
校区
住所表記で唐津市鎮西町馬渡島全域。
校章
海の波を図案化したものを背景にして、中央に校名の「馬渡」の文字（縦書き）を置いている。
校歌
作詞は平山霞、作曲は高田重男による。歌詞は2番まであり、2番の歌詞中に「馬渡」が登場する。

## 沿革
- 1875年（明治8年）- 第五大学区佐賀県管下第六中学区松浦郡の小学校として「下等馬渡小学校」が創立。
  - 旧庄屋宅を校舎とし、職員1名、児童20名でのスタート。
- 1876年（明治9年）
  - 4月 - 佐賀の乱に対する明治政府の懲罰により、佐賀県が廃止され、旧佐賀県域は三潴県となる。
  - 8月 - 旧佐賀県域が長崎県となる。
- 1880年（明治13年）5月 - 松浦郡が東西南北の4郡に分割され、東松浦郡に属することとなる。
- 1883年（明治16年）
  - 5月 - 長崎県から佐賀県が分離・独立し、再び佐賀県に属することとなる。
  - 6月 - 馬渡島が名古屋村に統合されたことにより、「公立中等名古屋小学校 馬渡分教場」となる。
- 1887年（明治20年）- 小学校令の施行により、「尋常名古屋小学校 馬渡分教場」に改称。
- 1889年（明治22年）
  - 4月1日 - 町村制の施行により、名古屋村立の小学校となる。
  - 10月 - 尋常名古屋小学校から分離の上、「尋常馬渡小学校」として独立。
- 1892年（明治25年）4月 - 「馬渡尋常小学校」に改称（「尋常」の位置が変更となる）。
- 1898年（明治31年）- 児童数の増加により、元校舎を駐在所として利用し、新校舎完成までの間、複数の民家で分散授業を実施。
- 1908年（明治41年）4月1日 - 小学校令の改正により、尋常科5年を設置。
- 1909年（明治42年）4月1日 - 尋常科の6年を設置。
- 1916年（大正5年）5月 - 名古屋実業補習学校の馬渡分教場が併設される。
- 1920年（大正9年）- 火災により校舎が全焼。藁葺の校舎を建設し仮校舎として利用する。
- 1921年（大正10年）- 馬渡島の中央にあたる高台の平地に瓦葺の木造新校舎が完成。高等科を併置の上「馬渡尋常高等小学校」に改称。
- 1922年（大正11年）1月1日 - 村名の表記が名古屋村から「名護屋村」に改定される。
- 1941年（昭和16年）4月1日 - 国民学校令の施行により、「名護屋村馬渡国民学校」に改称。尋常科を初等科に改める。
- 1946年（昭和21年）- 校舎の老朽化により大修理の必要に迫られたが、修理費用の捻出困難のため、南部と北部で別々の校舎を設置し授業を開始。
- 1947年（昭和22年）4月1日 - 学制改革（六・三制の実施）が行われる。
  - 宮ノ本地区（南部、神道と仏教徒が住む）においては「名護屋村立馬渡小中学校」となる（国民学校初等科が小学校に、高等科が新制中学校になる）。
  - 野中・二タ松・冬牧地区（北部、カトリック信者が住む）においては「私立海の星小中学校」が設立され、独立経営が行われた。
- 1955年（昭和30年）7月 - 馬渡中学校の校舎を新築。
- 1956年（昭和31年）9月30日 - 名護屋村が打上村と合併し鎮西町が発足したことにより「鎮西町立馬渡小中学校」に改称。
- 1958年（昭和33年）4月1日 - 私立海の星中学校を統合。
- 1959年（昭和34年）4月1日 - 私立海の星小学校を統合。
- 2005年（平成17年）1月1日 - 鎮西町が唐津市に編入されたことにより「唐津市立馬渡小中学校」（現校名）に改称。

## 交通アクセス
- 島内にバスなどの公共交通機関は運行されていない。
- 呼子港から馬渡島に定期船が運行されている。

## 周辺
- 馬渡島郵便局

## 参考資料
- 「鎮西町史」（1962年（昭和37年）4月20日発行, 鎮西町）